# مارا شرزینگر
مارا شرزینگر (انگلیسی: Mara Scherzinger؛ زادهٔ ۲۳ سپتامبر ۱۹۸۹) هنرپیشه و خواننده اهل آلمان است.
وی بازیگر فیلم‌هایی همچون مردان آثار یادبود بوده‌است.